# 馬茲內
50°57′25″N 33°54′0″E / 50.95694°N 33.90000°E
馬茲內（羅馬化：Mazne）是烏克蘭北部蘇梅州羅姆內區內德里海利夫市鎮的村莊。該村距離什馬托韋和切莫達尼夫卡0.5公里，海拔高度147米，2001年人口15。